# Ломакин, Анатолий Георгиевич
Анато́лий Гео́ргиевич Лома́кин (1921—1944) — советский лётчик-ас истребительной авиации ВМФ СССР во время Великой Отечественной войны, Герой Советского Союза (22.01.1944). Капитан (3.11.1943).

## Биография
Родился 9 апреля 1921 года в городе Таганрог в семье служащего. Русский. Окончил среднюю школу, поступил в Таганрогский авиационный техникум и в Таганрогский городской аэроклуб. Во время террора 1937 года был арестован отец, после чего Анатолий как сына «врага народа» исключили из аэроклуба и техникума. Он поступил в школу ФЗУ и окончил её по специальности слесаря. Работал на Таганрогском инструментальном заводе, потом в мастерских авиационного техникума. В 1939 году отец был освобождён и Анатолия восстановили в аэроклубе. В 1940 году окончил 10-й класс школы рабочей молодежи и одновременно аэроклуб.
В Военно-Морском Флоте с декабря 1940 года. Зачислен курсантом в Военно-морское авиационное училище имени Сталина в городе Ейске. После начала Великой Отечественной войны училище было эвакуировано из Ейска в Моздок, там он его окончил в декабре 1941 года. Тогда же в звании сержанта был зачислен пилотом в состав 11-го истребительного авиационного полка ВМФ, который как раз завершал своё формирование в Моздоке. В феврале вместе с полком прибыл в ВВС Балтийского флота и базировался на аэродроме Гора-Валдай на Ораниенбаумском плацдарме (впрочем, весь 1942-й год полк почти всегда был «раздёрганым», отдельные его эскадрильи действовали и над Ладожским озером и прикомандировывались на разные сроки к другим полкам). Воевал на самолётах И-15 бис и И-16. 
Свою первую победу одержал 24 апреля 1942 года, сбив в паре немецкий бомбардировщик Ю-87 в районе Петергофа. Вскоре получил первое офицерское звание младшего лейтенанта. Член ВКП(б) с 1942 года.
В октябре 1942 года Анатолий Ломакина перевели с повышением командиром звена в 21-й истребительный авиационный полк ВВС Балтийского флота, где прошёл весь его дальнейший боевой. В январе 1943 года его повысили до заместителя командира эскадрильи как опытного воздушного бойца, имевшего на своём счету 5 личных и 6 групповых побед. С 1 января 1944 года назначен на должность командира 3-й эскадрильи полка. В 1943 году пересел на современный истребитель Як-7, а в конце года на Як-9. 
Заместитель командира эскадрильи 21-го истребительного авиационного полка (8-я минно-торпедная авиационная дивизия, Военно-воздушные силы Краснознамённого Балтийского флота) старший лейтенант Анатолий Ломакин к сентябрю 1943 года совершил 452 боевых вылета (311 на сопровождение бомбардировщиков и штурмовиков, 36 на штурмовку наземных целей, 19 на разведку, 47 на прикрытие своих войск и кораблей, 39 на выполнение специальных заданий командования), в 49 воздушных боях лично сбил 7 и в составе группы 19 самолётов противника. 
Указом Президиума Верховного Совета СССР «О присвоении звания Героя Советского Союза офицерскому составу Военно-Морского флота» от 22 января 1944 года за «образцовое выполнение боевых заданий командования на фронте борьбы с немецкими захватчиками и проявленные при этом отвагу и геройство» старшему лейтенанту Анатолию Георгиевичу Ломакину присвоено звание Героя Советского Союза. 
Всего лётчик-истребитель совершил 504 боевых вылета, провёл 52 воздушных боя, сбил 27 вражеских самолётов: 7 лично и 19 в группе. Ранее исследователь М. Ю. Быков приводил сведения о подтверждённых победах А. Ломакина — 6 личных и 18 групповых, а в изданной после его гибели листовке политотдела ВВС Балтийского флота говорилось о 6 личных и 22 групповых победах.
Медаль «Золотая Звезда» Героя Советского Союза Анатолий Ломакин не получил: через три дня после подписания Указа о награждении он погиб в воздушном бою в районе станции Волосово 25 января 1944 года. По свидетельству участвовавшего в этом бою тогдашнего командира 12-го гвардейского пикировочно-бомбардировочного авиационного полка ВВС КБФ В. И. Ракова, за секунду до гибели Ломакин атаковал прорвавшийся к защищаемым им бомбардировщикам немецкий истребитель и погиб вместе с ним (столкнулся в воздухе или врезался в землю из-за малой высоты). 
Несмотря на все усилия, тело лётчика так и не было обнаружено. Официально он является пропавшим без вести.

## Награды
- Герой Советского Союза (22.01.1944)
- Два ордена Ленина (21.10.1942, 22.01.1944)
- Два ордена Красного Знамени (19.01.1943, 23.08.1943)
- Медаль «За оборону Ленинграда» (вручена 18.06.1943)

## Память

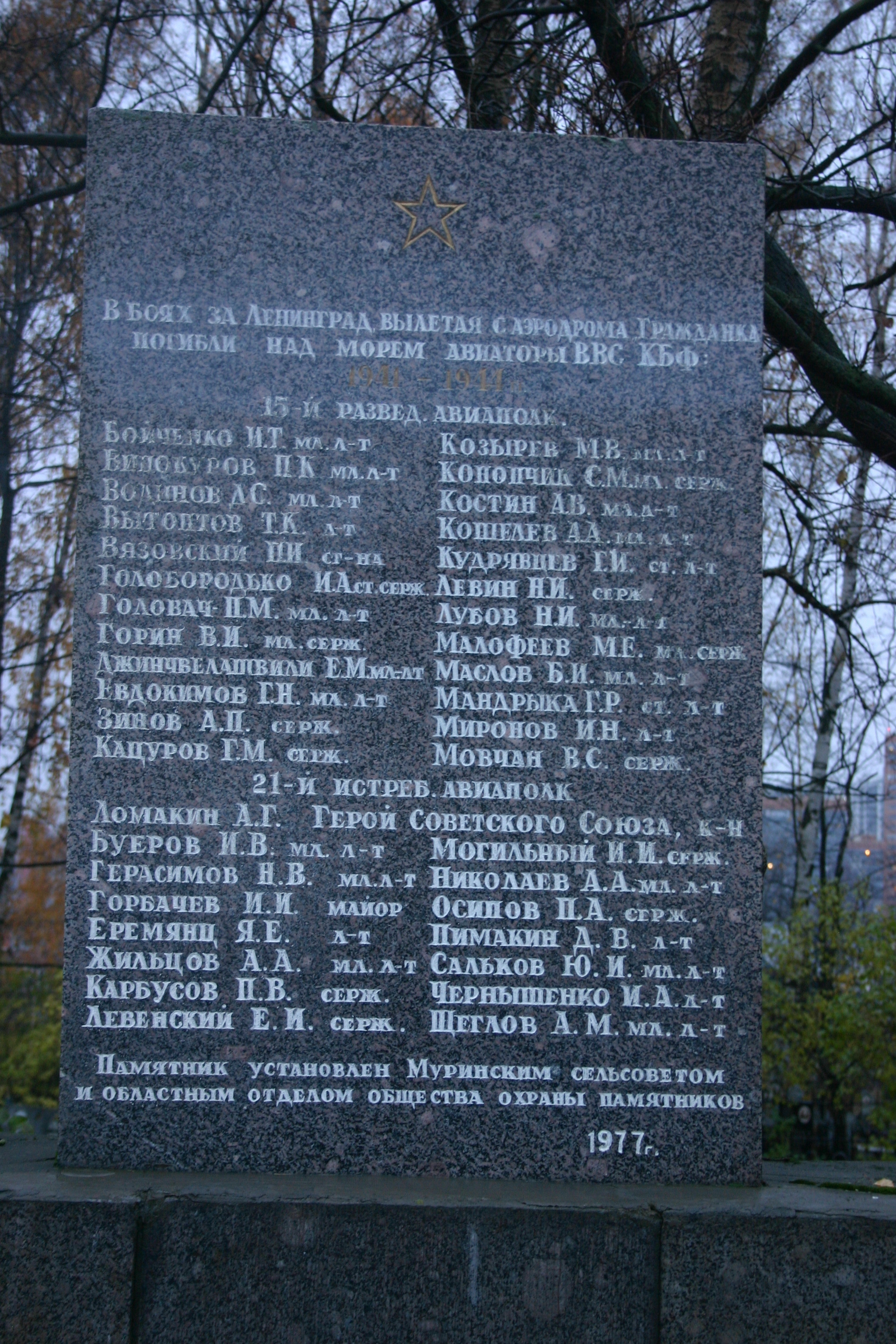
Плита Муринского мемориала с именем Анатолия Ломакина.

- Летал на самолёте «И-16» с бортовым номером «16». После перевооружения полка на новые истребители, этот самолёт был выставлен в Музее обороны Ленинграда.
- Именем Героя названы улицы в городе Таганроге (1964), посёлке Кикерино Волосовского района и в посёлке Лебяжье Ломоносовского района Ленинградской области[11].
- В городе Таганроге на здании школы № 8, также названной именем Героя в 1965 году[12], установлена мемориальная доска[13]. Мемориальные доски установлены также на доме № 6 по улице Шевченко в Таганроге, где жил А. Г. Ломакин, и на одном из домов улицы его имени в Кикерино.
- Памятники Анатолию Ломакину установлены в Таганроге у здания школы № 8 в 1989 году (в 2002 году разрушен в результате акта вандализма, в 2004 году восстановлен[14]) и в Борках Ленинградской области.
- Его имя увековечено на обелиске, открытом в мае 1977 года в посёлке Мурино Ленинградской области, в память о погибших лётчиках ВВС Краснознамённого Балтийского флота, чьи могилы остались неизвестными.